# Giulio Carra
Giulio Carra (Verona, 18 marzo 1904 – ...) è stato un calciatore italiano, di ruolo difensore.

## Caratteristiche tecniche
Giocava come terzino destro.

## Carriera
Giocò in Divisione Nazionale con il Verona.
Militò poi nella Pistoiese, nel Bressanone e nelle Acciaierie Falck.